# Kościół św. Trójcy i św. Klary w Starym Sączu
Kościół świętej Trójcy i świętej Klary w Starym Sączu – rzymskokatolicki kościół klasztorny należący do zakonu klarysek. 

## Historia
Kościół został ufundowany przez świętą Kingę. Został wzniesiony w dwóch etapach. W latach 1280–87 wybudowany został korpus, który zapewne dzielił się na dwie nawy, następnie przed 1332 roku zostało wzniesione prezbiterium. Z tą ostatnią datą łączy się też konsekracja świątyni przez biskupa krakowskiego Jana Grota. Kościół klarysek mógł zostać wzniesiony przy częściowym udziale kamieniarzy pracujących około 1320 roku dla Władysława Łokietka przy budowie katedry na Wawelu, na co wskazują charakterystyczne maswerkowe wsporniki w chórze oraz formy maswerków okiennych z trójliściem o zaostrzonych płatkach. Przypuszczenie to potwierdzają także związki Łokietka i jego żony Jadwigi z klaryskami ze Starego Sącza. W XIV wieku dostawiona została jeszcze kaplica świętej Kingi, została nakryta sklepieniami nawa i chór zakonny. 
Dalsze prace przy świątyni prowadzone były od początku XVII wieku, przez włoskiego muratora Jana de Simoni, został wzniesiony wtedy m.in. wczesnobarokowy szczyt zachodni. W latach 1617–1620 został wybudowany chór muzyczny. W XVIII wieku została przeprowadzona dalsza barokizacja świątyni, zwłaszcza po pożarze dachów w 1764 roku. W 1779 roku została wzniesiona wieżyczka na sygnaturkę być może według projektu architekta Franciszka Placidiego.

## Architektura
Budowla reprezentuje styl wczesnogotycki, z barokowymi przekształceniami i późnobarokową wieżyczką na sygnaturkę. Świątynia jest murowana, wzniesiona z kamienia i otynkowana. Korpus kościoła jest jednonawowy, pięcioprzęsłowy o trzech przęsłach zachodnich zaadaptowanych na kaplicę na parterze (dawniej w tym miejscu znajdował się kapitularz) i oratorium umieszczone na piętrze. Przy korpusie od strony południowej jest dobudowana kaplica świętej Kingi. Prezbiterium jest jednoprzęsłowe, zamknięte pięciobocznie, z zakrystią od strony północnej. Świątynia na zewnątrz opięta jest szkarpami. Szczyt zachodni w stylu wczesnobarokowym z 1. ćwierci XVII wieku rozczłonkowany jest pilastrami i ujęty w spływy wolutowe i obeliski, charakteryzuje się wnękami na posągi św. Kingi i Bolesława Wstydliwego oraz płaskorzeźbą Trójcy Świętej pośrodku i hierogramem IHS w zakończeniu. Kościół nakrywa dach dwuspadowy z późnobarokową wieżyczką na sygnaturkę, ze zwielokrotnioną latarnią, dobudówki nakrywa dach pulpitowy. 

## Wnętrze
Prezbiterium i częściowo kaplica św. Kingi nakrywają sklepienia krzyżowo-żebrowe, spływające na zworniki o motywach maswerkowych, kaplicę od zachodu nakrywają sklepienia krzyżowo-żebrowe podparte jednym filarem. Nawę główną nakrywają sklepienia renesansowe, krzyżowe ze zwornikami rozetowymi i wspornikami o motywach roślinnych. Tęcza jest ostrołukowa. W świątyni można zobaczyć elementy kamieniarki wczesnogotyckiej, maswerki okienne w prezbiterium i nawie oraz trzy portale ostrołukowe. W stylu barokowym powstał marmurowy portal prowadzący do zakrystii, uszaty z XVII wieku, z drzwiami ozdobionymi płycinami o malowanych scenach figuralnych. Kaplica świętej Kingi otwiera się do nawy wielkim oknem w bogatym marmurowym obramieniu w stylu barokowym z 2. połowy XVII wieku z kratą w stylu rokokowym z około 1730 roku. Polichromia umieszczona w prezbiterium, nawie i kaplicy świętej Kingi, o motywach figuralnych i ornamentalnych, w stylu rokokowym z 1779 roku, namalowana przez Feliksa Derysarza, w dużej mierze przemalowana i uzupełniona w 1892 roku. Na północnej ścianie prezbiterium za stallami zachowały się fragmenty polichromii o reminiscencjach romańskich z końca XIII wieku, przedstawiające motywy architektoniczne i zoomorficzne.

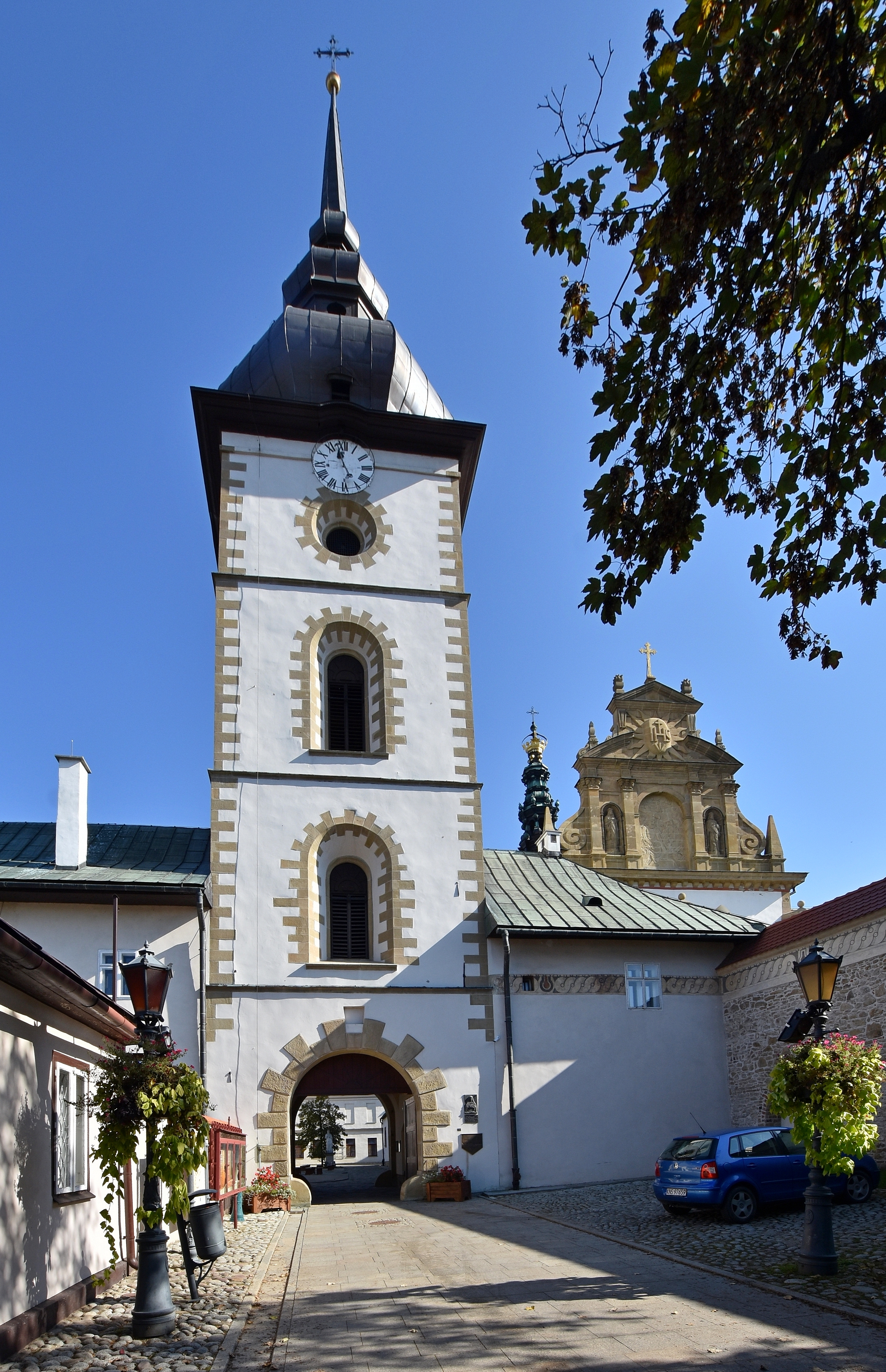
Dzwonnica
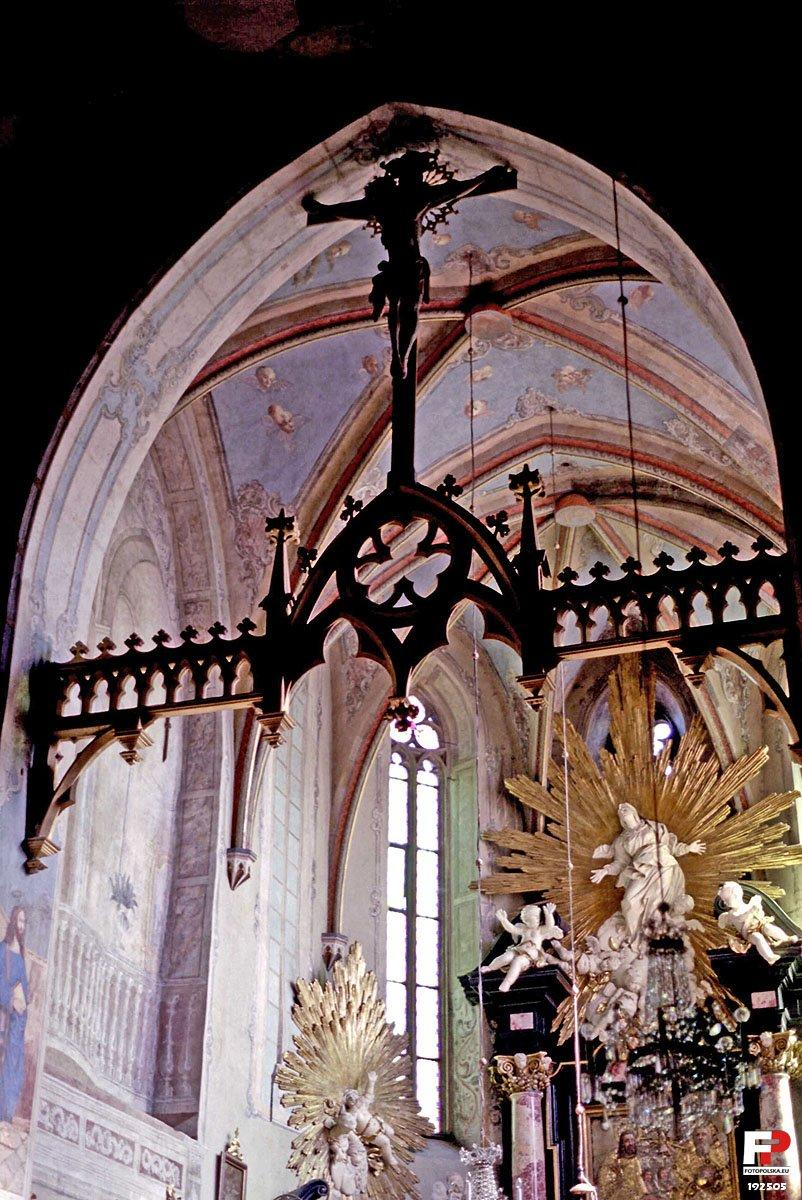
Prezbiterium gotyckie
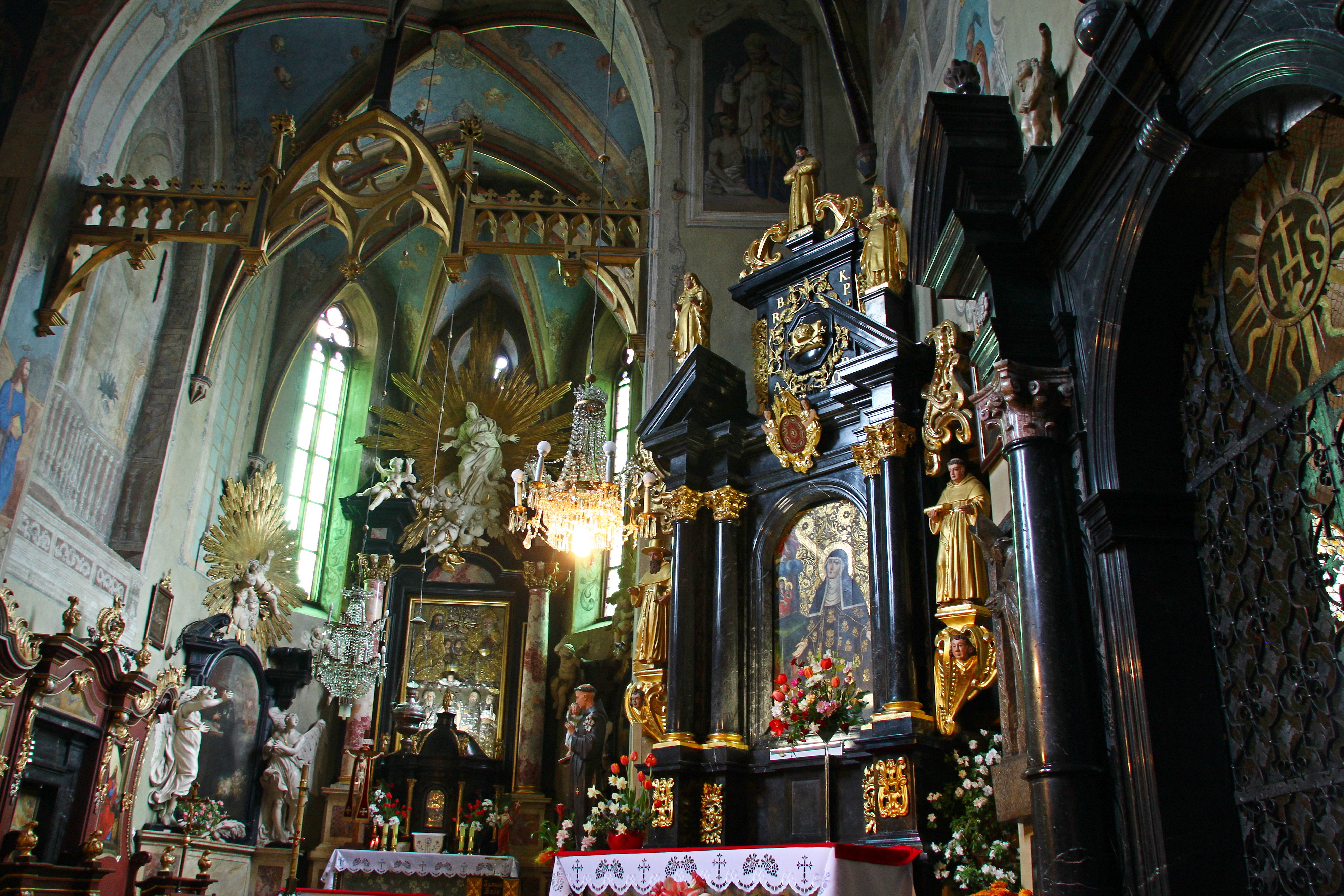
Wnętrze
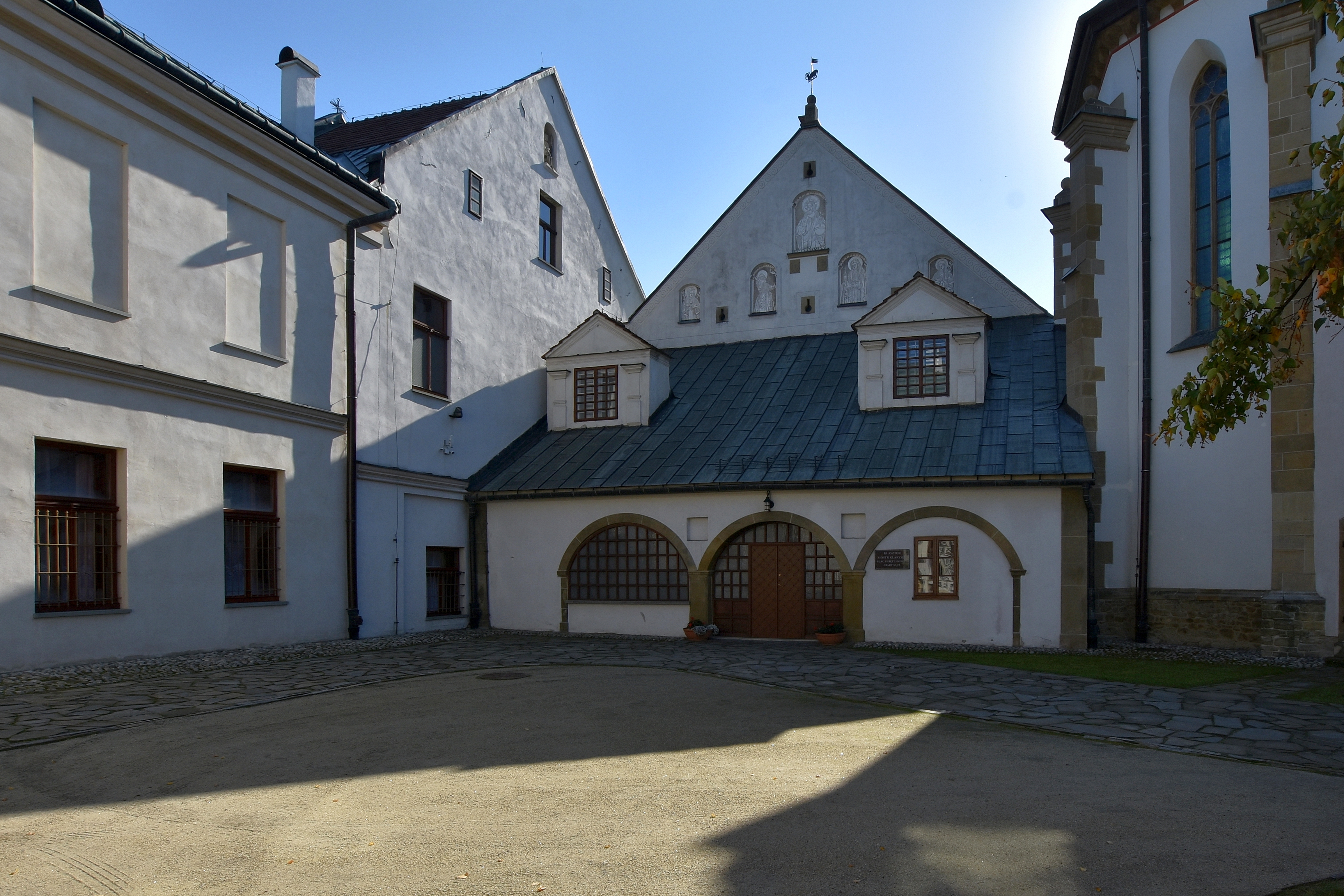
Podwórze klasztorne
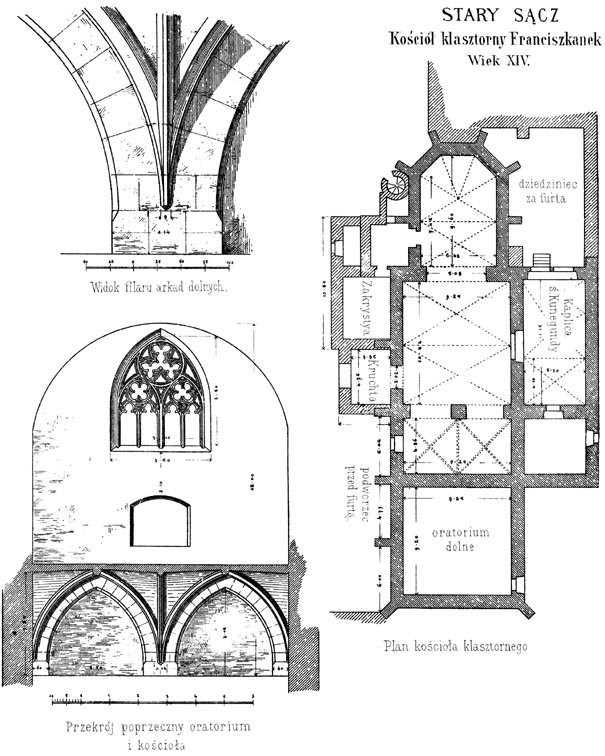
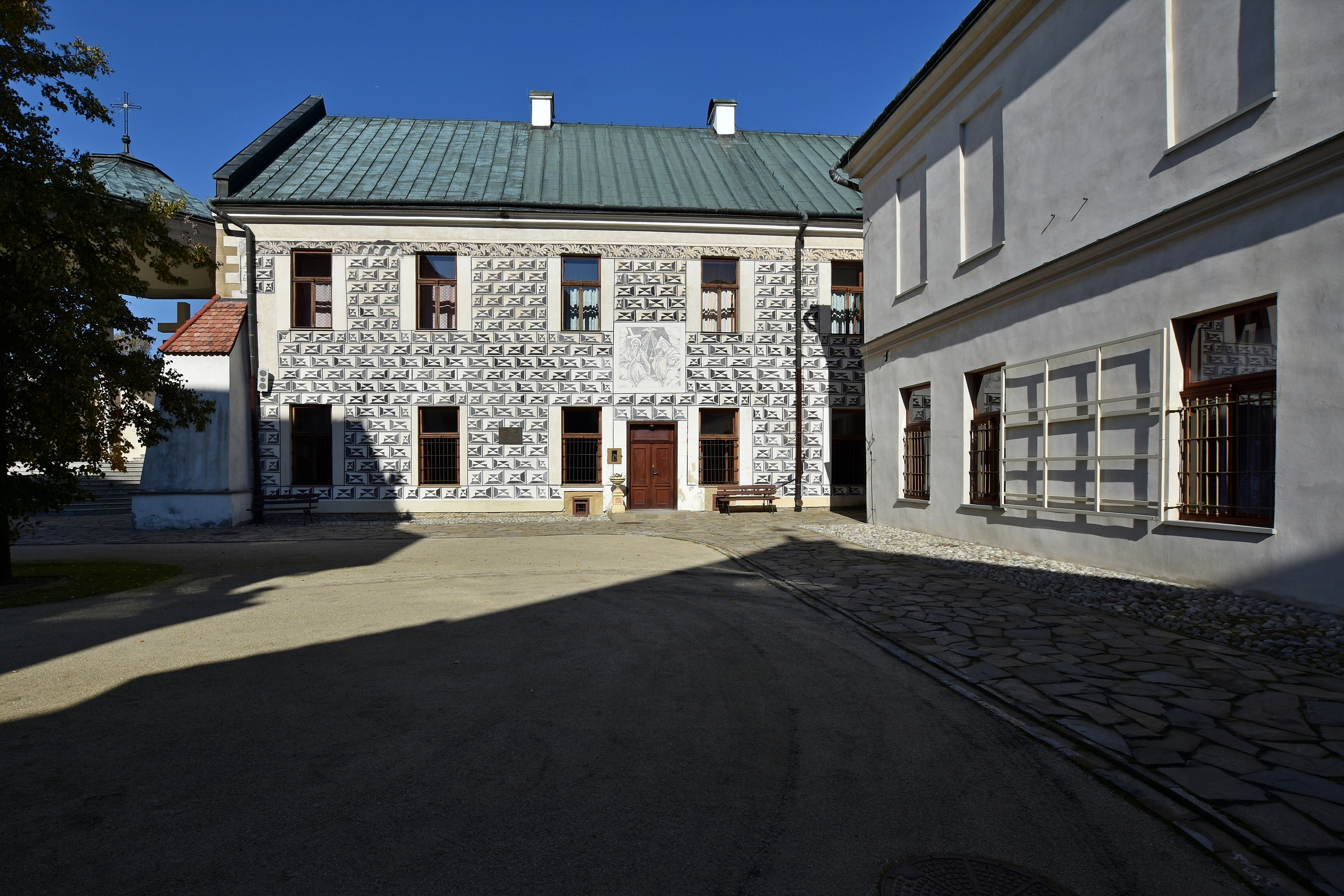
Dziedziniec
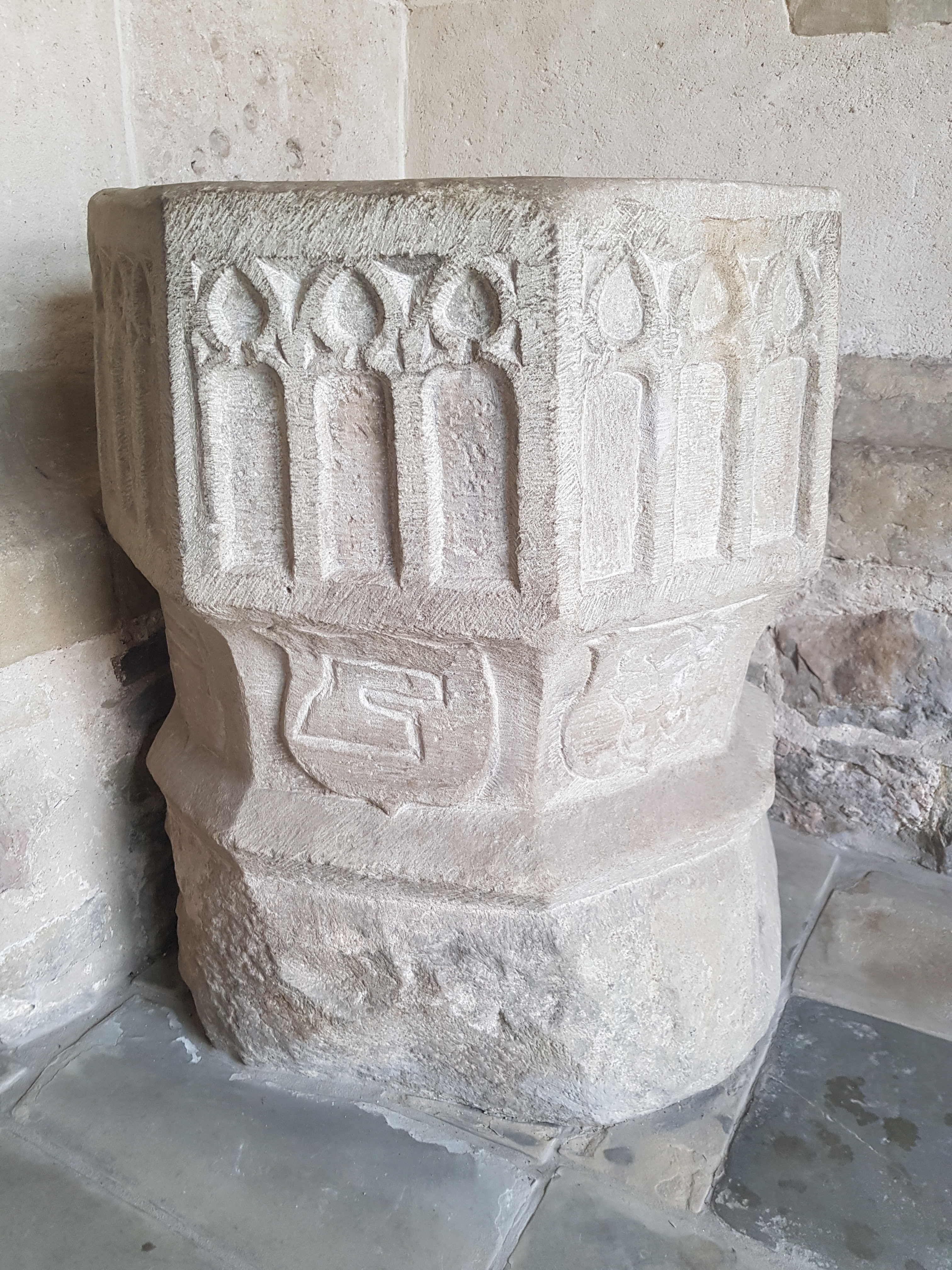
Chrzcielnica
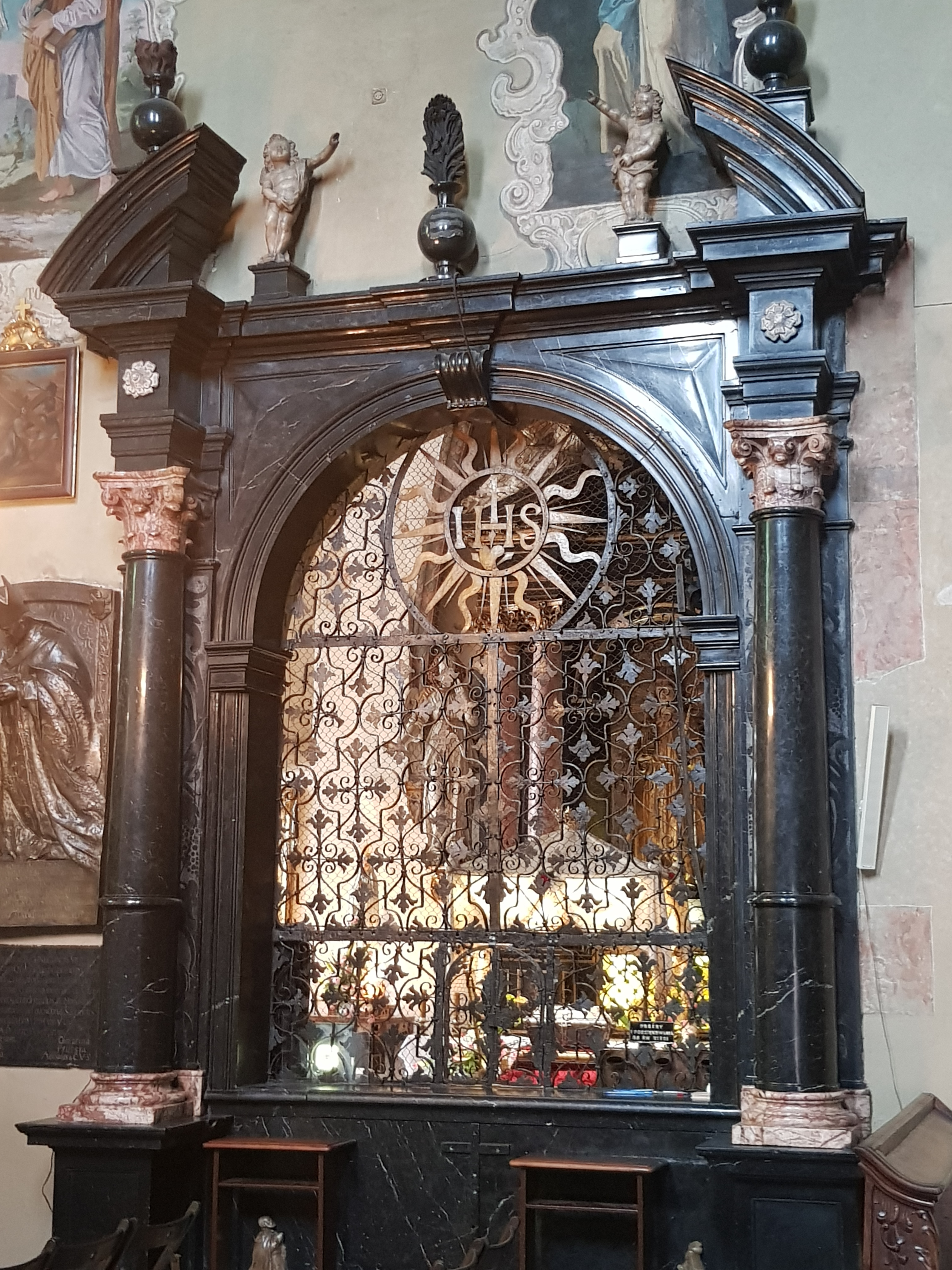
Wnętrze
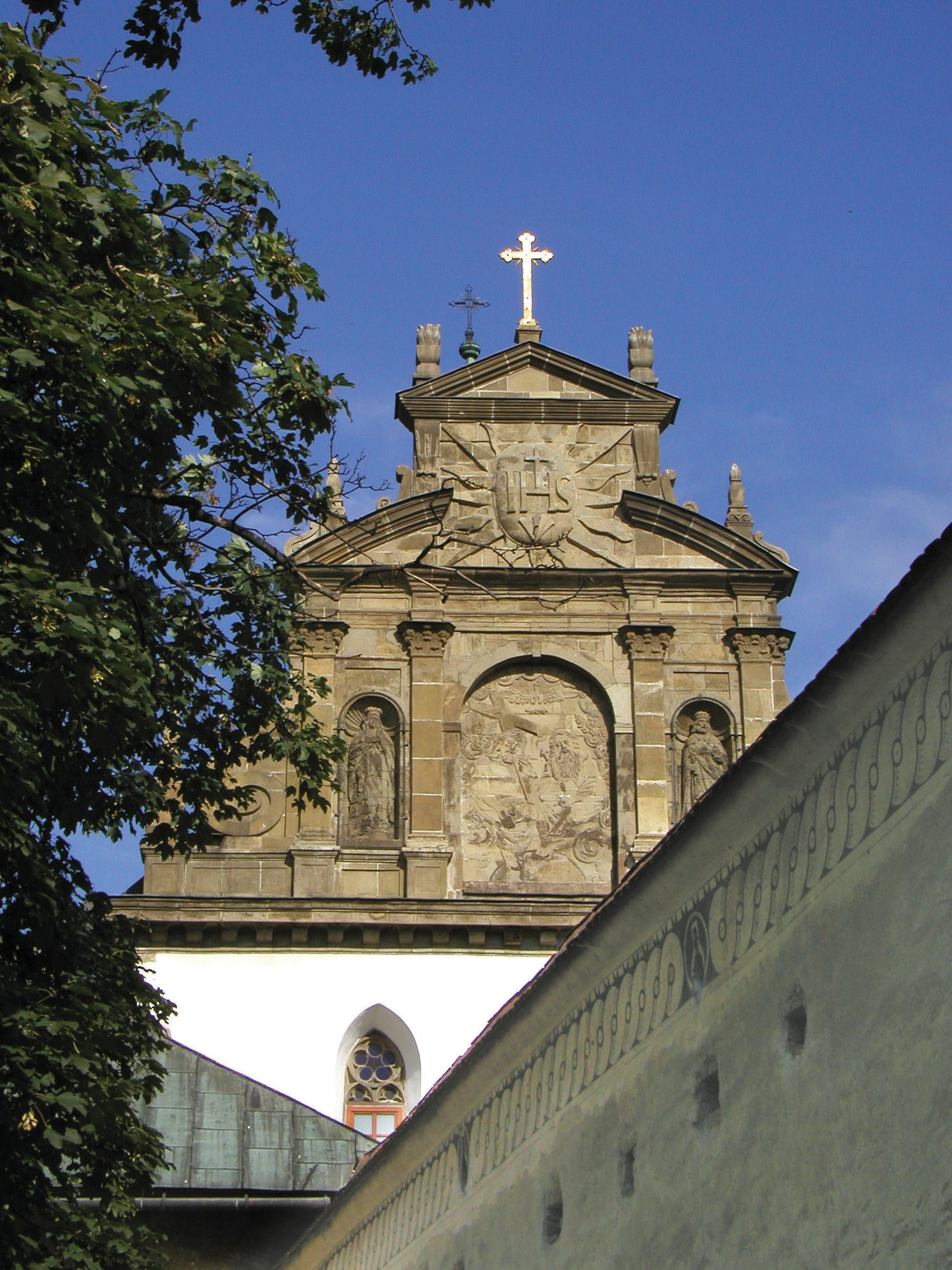
Szczyt barokowy